# Acanthoceratoidea
De Acanthoceratoidea, voorheen Acanthocerataceae, zijn een superfamilie van uitgestorven ammonoïde koppotigen uit het Laat-Krijt, behorend tot de orde Ammonitida, en omvat een tiental families. Leden van de Acanthoceratoidea zijn meestal sterk geribbeld en hebben de neiging om prominente knobbeltjes te ontwikkelen, hoewel andere soorten, waaronder die met oxyconische schelpen, ook voorkomen.

## Discussie
Volgens Wright Calloman en Howarth, 1996 in de herziene versie van deel L van het Traktaat, het standaardwerk uit 1957, worden de Binneyitidae vervangen door de Forbesiceratidae met de Binneyitidae nu in de Hoplitaceae en de Forbesiceratidae opgenomen in de Acanthoceratoidea. De Leymeriellidae, gebaseerd op de vroege soort Leymeriella uit het Albien, werden toegevoegd, waardoor het bereik naar onderen in de tijd werd uitgebreid. De naam Tissotiidae werd vervangen door Pseudotissotiidae. De Libycoceratidae, voorgesteld door Zaborski, 1982 voor Libycoceras uit het Laat-Campanien - Maastrichtien, werd afgesplitst van de Sphenodiscidae. terwijl de andere families in wezen hetzelfde blijven, met uitzondering van de toevoeging van nieuwere geslachten.
De vervanging van de Tissotiidae door de Pseudotissotiidae in de herziene classificatie van de Acanthoceraticeae in het traktaat (1996) is gebaseerd op de eerdere verschijning van de onderfamilie Pseudotissotiinae in het Vroeg-Turonien, gevolgd door de Tissotiinae in het Laat-Turonien. Andere nieuwere classificaties bijvoorbeeld splitsen de Tissotiidae in twee families, de eerdere Pseudotiidae en de latere, herziene maar kleinere Tissotiidae. Fatmi en Kennedy, 1999, brachten Libycoceras, het enige geslacht van de Libycoceratidae, terug naar zijn oorspronkelijke positie in de Sphenodiscidae, waardoor de Libycoceratidae werden genegeerd.

## Taxonomie
- Acanthoceratidae
- Brancoceratidae
- Coilopoceratidae
- Collignoniceratidae
- Flickiidae
- Lyelliceratidae
- Sphenodiscidae
- Tissotiidae
- Vascoceratidae